# Tony McCoy
Sir Anthony Peter McCoy OBE, krátce Tony McCoy (* 4. května 1974 Moneyglass, hrabství Antrim) je bývalý severoirský žokej.
První závod vyhrál v březnu 1992, kariéru ukončil v dubnu 2015. Celkem vyhrál 4 389 dostihů a je zapsán v Guinnessově knize rekordů s nepřekonanými 289 vítězstvími, kterých dosáhl v sezóně 2001/2002. Jeho největším úspěchem je vítězství v liverpoolské Grand National, jehož dosáhl v roce 2010 na koni Don't Push It. Také vyhrál Scottish Grand National (1997), Irish Grand National (2007), Welsh Grand National (2010), Cheltenham Gold Cup (1997 a 2012), King George VI Chase (2002) a Aintree Hurdle (1998 a 2015). Je historicky nejúspěšnějším účastníkem dostihu Christmas Hurdle, který vyhrál pětkrát (2007, 2010, 2011, 2012 a 2013).
Dvacetkrát získal ocenění British jump racing Champion Jockey. Lester Award mu byla udělena v roce 1995 v kategorii talentů a v letech 1996 až 2015 v kategorii překážkových jezdců každý rok kromě roku 2005, kdy vyhrál Timmy Murphy. V roce 2010 získal cenu BBC pro britského sportovce roku a v roce 2013 cenu Raidió Teilifís Éireann pro irského sportovce roku. Je důstojníkem Řádu britského impéria a na Nový rok 2016 byl jmenován rytířem.
Měří 178 cm a v době své kariéry byl jedním z nejvyšších žokejů. S manželkou Chanelle McCoy má dva potomky. Vydal autobiografickou knihu Real McCoy: My Life So Far a román z dostihového prostředí Taking the Fall. Je prominentním fanouškem fotbalového klubu Arsenal FC.